# 東町 (横浜市)
東町（ひがしちょう）は、神奈川県横浜市磯子区の町名。丁番を持たない単独町名である。住居表示実施済み区域。

## 地理
磯子区北東部に位置する。北辺で中区根岸旭台、東で中区根岸町、南で鳳町、西で西町と接する。根岸線根岸駅北側の駅前市街地にあたる。町域内を東西に横断する横浜市主要地方道82号山下本牧磯子線（本牧－八幡橋線）の北側は、一戸建てを中心とした住宅地となっている。本牧－八幡橋線はかつての海岸線に相当し、ここより南側は埋立地にあたり、この埋め立て地部分には大規模な商業施設や集合住宅が配置されている。

## 歴史

### 沿革
- 1933年（昭和8年）4月1日 - 磯子区西根岸町を以下に分割した。芝生町、西根岸下町（現・下町）、西根岸坂下町（現・坂下町）、西根岸馬場町（現・馬場町）、西根岸上町（現・上町）[6][7]。現在の東町は、このうち芝生町の一部にあたる[6]。
- 1940年（昭和15年）4月1日 - 芝生町を廃止し、中根岸町と鳳町を新設した[7]。現在の東町は、中根岸町の東半にあたる[6]。
- 1955年（昭和30年）4月1日 - 横浜市電の間門～八幡橋開業[8][9][10]。町内を市電が通るようになる。
- 1964年（昭和39年）5月19日 - 国鉄根岸線が開業し（桜木町駅から磯子駅まで）[8]、町内に根岸駅が開設される。
- 1965年（昭和40年）7月1日 -  住居表示の実施（磯子区根岸地区）[11]に伴い、中根岸町を廃止し、東半分を東町、西半分を西町とした。二町とも新設[8]。
- 1968年（昭和43年）8月31日 - 横浜市電の町内を通る区間が廃止[8]。

## 世帯数と人口
2025年（令和7年）6月30日現在（横浜市発表）の世帯数と人口は以下の通りである。
| 町丁 | 世帯数    | 人口    |
| ---- | --------- | ------- |
| 東町 | 1,416世帯 | 2,671人 |

### 人口の変遷
国勢調査による人口の推移。
| 年                 | 人口  |
| ------------------ | ----- |
| 1995年（平成7年）  | 2,450 |
| 2000年（平成12年） | 2,448 |
| 2005年（平成17年） | 2,227 |
| 2010年（平成22年） | 2,434 |
| 2015年（平成27年） | 2,336 |
| 2020年（令和2年）  | 2,680 |

### 世帯数の変遷
国勢調査による世帯数の推移。
| 年                 | 世帯数 |
| ------------------ | ------ |
| 1995年（平成7年）  | 956    |
| 2000年（平成12年） | 1,042  |
| 2005年（平成17年） | 967    |
| 2010年（平成22年） | 1,113  |
| 2015年（平成27年） | 1,159  |
| 2020年（令和2年）  | 1,357  |

## 学区
市立小・中学校に通う場合、学区は以下の通りとなる（2024年11月時点）。
| 番地 | 小学校             | 中学校             |
| ---- | ------------------ | ------------------ |
| 全域 | 横浜市立根岸小学校 | 横浜市立根岸中学校 |

## 事業所
2021年（令和3年）現在の経済センサス調査による事業所数と従業員数は以下の通りである。
| 町丁 | 事業所数  | 従業員数 |
| ---- | --------- | -------- |
| 東町 | 106事業所 | 1,184人  |

### 事業者数の変遷
経済センサスによる事業所数の推移。
| 年                 | 事業者数 |
| ------------------ | -------- |
| 2016年（平成28年） | 117      |
| 2021年（令和3年）  | 106      |

### 従業員数の変遷
経済センサスによる従業員数の推移。
| 年                 | 従業員数 |
| ------------------ | -------- |
| 2016年（平成28年） | 1,204    |
| 2021年（令和3年）  | 1,184    |

## 交通

### 鉄道
町域内にJR東日本根岸線 根岸駅が設置されている。

### バス
- 根岸駅前
  - 根岸駅前がバスターミナルとなっている。
    - 横浜市営バス 21・54・58・78・91（急行のみ運転）・97・101・103系統・133・135・273（ふれあいバス）・361（21系統の深夜バス）・366系統（103系統の深夜バス）
- 東町
  - 山下本牧磯子線上にある。急行（54・97系統のそれぞれ一部）と急行のみ運転の系統（91系統）は通過する。
    - 横浜市営バス 21・54・58・97・101・103系統・273（ふれあいバス）・366系統（103系統の深夜バス）

### 道路
- 横浜市主要地方道82号山下本牧磯子線（本牧通り）
- 横浜市主要地方道80号横浜駅根岸線（横浜駅根岸道路、不動坂）

## 施設
- 根岸駅前郵便局
- 根岸星の子保育園
- 根岸東急ストア
- ハックドラッグ根岸駅前店
- 大聖院[21] - 室町時代に創建されたと伝えられる高野山真言宗の寺院[22]。本堂天井には1981年（昭和56年）に奥田元宋によって描かれた「赤龍」が奉納されている[22]。

### かつて存在した施設
- 間門飛行場 - 1945年9月に米軍が接収した海側の土地に、一時開設されていた小型飛行機用の飛行場[23][24]。伊勢佐木飛行場を閉鎖して、こちらに移転してきた。1959年から始まる根岸湾の大規模埋立の前のことであり、北側は横浜市主要地方道82号山下本牧磯子線（現・根岸駅から間門交差点まで）に接し、南側は現在の根岸線に接する範囲で、磯子区と中区にまたがっていた。滑走路は東西方向であり、400メートル弱だった[25]。鳳町にあった根岸飛行場（飛行艇用）を含めて、間門飛行場と呼んでいたという説もある[26]。接収の解除は、1955年3月から1960年6月にかけて段階的になされた[26]。
- 横浜赤十字病院 - 旧・根岸療院、通称「日赤病院」。東町6にあったが、1964年（昭和39年）に中区根岸町へ移転。更に2005年（平成17年）に中区新山下へ移転し、現在の横浜市立みなと赤十字病院となる。
- 神奈川県立衛生看護専門学校 - 旧・横浜赤十字病院の跡地（東町6）にあったが、2006年（平成18年）に中区根岸町へ移転した。東町の跡地は現在、マンション（ヴェレーナシティ横浜根岸）になっている。
- 酪農場が、1980年代まで存在していた（東町6。大聖院の近く）。牛舎が道路に面していたので、餌を食べる乳牛の姿が道路から見えた。

## その他

### 日本郵便
- 郵便番号 : 235-0005[3]（集配局：磯子郵便局[27]）

### 警察
町内の警察の管轄区域は以下の通りである。
| 番・番地等 | 警察署     | 交番・駐在所 |
| ---------- | ---------- | ------------ |
| 全域       | 磯子警察署 | 根岸駅前交番 |

### 記念碑
- 根岸湾埋立記念碑 - 1965年（昭和40年）、根岸湾漁協により根岸駅前に建立された（改札口のすぐ前）[8]。根岸湾漁業協同組合は当初、根岸湾埋立の反対運動を行っていたが、1959 年に街の発展に協力する為に埋立に同意したことを示す記念碑。この地が根岸湾埋立起工式の行われた場所であったと記されている[29]。

### マスメディアへの登場
- テレビ朝日の紀行番組「ちい散歩」で、地井武男が根岸駅、東町を訪れている。根岸編、2011年9月13日放送[30]

## 参考資料
- “横浜市町区域要覧” (PDF).   横浜市市民局 (2016年6月). 2022年9月6日閲覧。